# 糸居五郎
糸居 五郎（いとい ごろう、1921年〈大正10年〉1月17日 - 1984年〈昭和59年〉12月28日）は、日本のアナウンサー、ラジオ・ディスクジョッキー（DJ）。

## 概要
日本のラジオDJの草分け的存在として、ラジオの深夜放送で活躍した。
命日の12月28日は、上野修の提唱により糸居の功績をたたえる記念日として「ディスクジョッキーの日」と定められている。

## 経歴
ジャーナリストで、地域向け新聞『小石川新聞』の編集・発行を手掛けていた糸居銀一郎の五男（末子）として、東京府東京市小石川区（現・東京都文京区）音羽に生まれる。本人は、父に鉱石ラジオのレシーバーを頭にかぶらされて聴いていたと、その自分の子供時代を語っている。東京市指ケ谷尋常小学校（現・文京区立指ケ谷小学校）に入学した1927年にその父を亡くす。
小学生時代から、兄の影響でジャズが好きになる。本人曰く、ジャズの曲の英語詞を口ずさみながら学校に通っていたとのこと。また、小学生時代には大河内傳次郎ファンになったが、旧制中学時代はアメリカ映画ファンになったという。その後、戦中・戦後を通じ、ファッツ・ウォーラー、デューク・エリントン、ベニー・グッドマン、グレン・ミラー、アル・ジョルソン、キャブ・キャロウェイ、レッド・ニコルズらを好んで聴いていたという。
1933年、府立第三商業学校（現・東京都立第三商業高等学校）入学。在学中の1936年、同級の塩田英二郎（のちの漫画家）と共に全国学生ポスター展に入選、銀の優勝盃を受ける。商業学校を卒業した1938年、11歳上の兄が官吏として赴任していた満州に渡り、新京（現・長春市）の和田英学院で英語を学ぶ。1940年に卒業。同年、徴兵検査のため日本に帰国するが、体重が軽すぎたために第二乙種合格となり、徴兵を免れる。
1941年5月、アナウンサーとして満洲電信電話株式会社新京中央放送局に入局。当時同局に勤めていた8歳年長の森繁久彌からアナウンス指導を受けた。同年11月には哈爾浜中央放送局に転任。その後ハイラル放送局に転任、1944年に大連の大連中央放送局に転任。1945年、大連で終戦を迎え、そのまま満洲に抑留。放送局閉鎖でアナウンサーの仕事がなくなったため、「放送局のスタジオでこっそりジャズを聴いていた仲間」で結成した「大連放送管弦楽団」で活動。のちにはジャズミュージシャンの川口養之助（ジョージ川口の父）の勧めで、営業を再開した現地のダンスホールで働いた。終戦約1年半後の1947年に引き揚げる。

### アナウンサーに復職
東京へ戻ったのち、日本放送協会（NHK）への入局を望むが、定員超過という事情で叶わず、しばらくは東京・神田小川町で、友人と共同出資して輸入食料品店「ひつじ屋」を開業し、進駐軍物資の横流しで生計を立てた。
アナウンサーとして復帰するにあたり、ラジオ東京（のちのTBSラジオ）と京都放送（のちのKBS京都）から誘いを受けていたが、当時開局を控えていた京都放送にチーフアナウンサーとして1951年10月入社。同局ではニュース、スポーツ中継の担当アナウンサーとして活動したほか、翌1952年には民放初の本格的DJ番組とされる『アルファベット・ジャズ』を担当。1953年には愛媛県のラジオ南海（RNB）に出向し、第8回国民体育大会（四国国体）中継と、開局間もない期間のアナウンススタッフ養成に携わった。同局の開局第一声及び開局日のニュースも担当している。
1954年7月、ニッポン放送の深夜部門担当の子会社・株式会社深夜放送に入社し、『深夜のDJ』という番組を担当。なお、1954年7月15日のニッポン放送開局第一声「ただいまから開局いたします」は、糸居によるものである。1959年10月からは『オールナイトニッポン』の前身番組『オールナイトジョッキー』を担当。1963年2月の同番組において、ビートルズのデビュー曲「ラヴ・ミー・ドゥ」を日本で最初にオンエアしている。

### オールナイトニッポン
1967年10月、『オールナイトニッポン』が放送を開始し、糸居は月曜日（のちに金曜日や水曜日）を担当（→『糸居五郎のオールナイトニッポン』）。同年、株式会社深夜放送とニッポン放送の合併にともない、ニッポン放送の所属となる。50歳の誕生日を迎えた1971年1月17日午後1時30分より『50時間マラソンジョッキー』を敢行（1月19日午後3時30分ゴールイン）。1972年10月、それまで5年間出演し続けた月曜深夜のオールナイトニッポンから、日曜深夜の『オールナイトニッポン電話リクエスト』（ニッポン放送のみでの放送でネット無し）へ移動。この時期、合わせて音楽番組『ソウル・フリーク』や歌謡番組を担当。しかし、リスナーからの強い要望により、1975年1月に金曜2部（深夜3:00 - 5:00）に移動して平日のオールナイトニッポンに復帰。その間、エフエム東京に出向して「Music Spacial in DAC」という音楽番組を担当していた時期もあった。
1980年6月、ニッポン放送を定年退職。定年記念に公開生放送を行った。定年後も引き続き『オールナイトニッポン』を担当したが、1981年に降板を表明。特別番組となった同年6月30日深夜の最終回の放送は4時間にわたるファンを集めての公開放送となった。

### 晩年・没後
その後もコンスタントにDJや音楽紹介・評論、『イングリッシュ・ジャーナル』においてコラム「ポップスこそわが青春」の連載、東京アナウンスアカデミーで講師を務めるなど活動。既にアナウンサー時代から講師を務めていた東京アナウンスアカデミーではDJや放送などを題材にその歴史や社会的考察など多くのテーマで講義、一度も同じ内容だったことはないという講義を展開するなど、活動を続けていた。1984年7月にニッポン放送の番組に出演したのが、公的な場での最後の出演と言われている。1984年12月28日、東京都渋谷区の日本赤十字社医療センターにて、食道がんにより死去。63歳没。妻が「明日も仕事に使おうと思っていたんでしょう」と言っていたように、この時糸居の病床の傍らにはLP盤などのレコードが入ったままの皮とデニム製のバッグが置かれていた。訃報の第一報は『ビートたけしのオールナイトニッポン』の放送中に伝えられた。1985年1月14日、東京都新宿区の太宗寺で行われた葬儀では亀渕昭信が弔辞を読み、「君が踊り僕が歌う時…」の『オールナイトニッポン』のキャッチコピーと共に「Go Go Go & Goes On!」の糸居の決め台詞で送った。奇しくも、同じニッポン放送にゆかりがあり、ラジオパーソナリティの草分けである山谷親平が死去してから1か月後の出来事であった。
糸居が生前収集していた大量のレコードなどの遺品は、東京都内の自宅で妻が保管していたが、2013年5月、転居を期に、北海道新冠郡新冠町のレ・コード館（道の駅サラブレッドロード新冠敷地内）に寄贈された。主な寄贈内容はLPレコード8770枚、EPレコード1955枚、SPレコード22枚、蓄音機、ステレオデッキ、放送を録音したオープンリール、番組に寄せられたリクエストはがき、ファンレター、『オールナイトニッポン』の進行表、生前に受賞した賞の盾など。

## 活動年譜

### 海外取材歴など
- 1969年6月 - ビルボード誌に招待され、ニューヨークで開催された「第2回全米DJ会議」に出席[2]。
- 1971年8月31日 - 取材のため、オランダ・北海沖の海賊放送船「メボII世号」に乗船、同時にDJも行い、日本のロックも流した[2]。
- 1978年12月 - ロンドンで行われた「世界ディスコダンス優勝決定戦」に審査員として出席[2]。
- 1981年2月 - ニューヨーク・WBNX局の番組「糸居五郎のニューヨーク・トーキョー・ウィークリー」のDJを務める[2]。

### 受賞歴
- 1971年 - 第11回日本放送作家協会賞 大衆芸能賞[1]
- 1974年8月 - 第1回国際最優秀エア・パーソナリティ賞（ビルボード誌主催「第7回国際ラジオプログラミング会議」にて）[1][2]
- 1976年6月 - ニッポン放送ゴールデンマイク賞 大賞[1][2]

## 人物・エピソード
- 商業学校での卒業論文のテーマは『米国新興企業』であったが、その内容はジャズの説明と称賛であった[4]。
- 満洲電信電話への入社面接試験で口頭試問に臨んだ際、愛読書を訊かれ、本来は『ルナアル日記』（岸田國士・訳）などが好きだったところを、まったく読んでいないにもかかわらず『我が闘争』（アドルフ・ヒトラーの著作）と答えた[3]。
- 満州でのアナウンサー時代、敵性音楽として放送を禁じられていたジャズを、「戦意高揚の音感教育」という建前で頻繁に放送していた[4][3]。これは局の上層部にとがめられないようにするための詭弁で、他のアナウンサー同様「防空の心得」などのアナウンスを取りあえず型通りやり、「やつらはこんなものを聞いてるから堕落する、あなたの耳で確認するべき」「米国の若者たちはジャズ音楽などという、くだらない退廃的な音楽にうつつを抜かしているから戦意を喪失している。だから絶対に敵は日本の軍国魂に勝てっこない」などとアナウンスした上で、堂々とレコードを再生していた[4]。糸居がこのような放送を行っていたのは、主に当時の放送終了時刻である23時前の約5分間であった。糸居本人は「宿直のアナウンサーが原稿なしのアドリブでしゃべっていい時間を利用した」と語っている[3]。
- 終戦後の満州抑留中、現地のダンスホールで働いていた「大連放送管弦楽団」で活動していた当時、このバンドではドラムを担当していたが、他のダンスホールに「すごいドラマーが現れた」という噂を聞いて見に行ったところ、そのドラマーはジョージ川口（自分にダンスホールで働くよう勧めた川口養之助の息子）だった。糸居曰く、これを見て「アホらしくなった」ということでドラマーを辞めることになる（本人は「短いドラマー生活だった」と話している）[3]。
- 引き揚げ後の復帰先にKBSを選んだ理由として「ヒラのアナウンサーかチーフかという選択肢で、チーフを選んだ」と語る[4]一方で、KBS側から「家を“かってやる”」と言われてKBSの方を選んだ、ともしている。この時「いちアナウンサーのために家を買ってくれるなんてありがたい」と思ったが、「かってやる」とは京都弁で「借りてやる」のことで、家を持たせてくれるのではなく借家の提供を受けただけだった、というエピソードを本人は笑い話にしていた[3]。
- 「Go Go Go! おまけにもひとつ Go!」「Go Go Go & Goes On!」などの、独自の英語交じりのアナウンスで知られる[1]。このフレーズは、1958年にヒットしたチャック・ベリーの『ジョニー・B.グッド』の歌詞「Go, go Johnny, go!」について「これは使えるな」と思い、1960年代当時流行していたゴーゴーダンス、曲名『ゴージョニー・ゴーエンド・ゴーズオン』『ビート・ゴーズ・オン（英語版）』を掛け合わせて生まれたという[12]。2009年のニッポン放送開局55周年記念キャッチコピー「55 & Goes On!」はこのフレーズにちなむ。この他にも、言葉の連想ゲームのような軽快な喋り[3]や「オールナイトゥニッポン」のように「ト」を「トゥ」と、「カードゥ」「レコードゥ」のように「ド」を「ドゥ」発音すること、「ご紹介しましょう」の「しょう」のイントネーションを強くする[3]等々の独特な節回しは“糸居節”とも言われた[3]。これについて本人は「昔の受信機は真空管の大きなもので感度も良くなく、放送局の設備も今とは比べ物にならないほどのものだったので、喋り方を出来るだけはっきり、明確に聴こえるようにというのを一生懸命やっているうちに身に付いたもので、意識的にやっているものではなかった」ということを話している[3]。
- 「音楽はDJがかけるもの」という信念に基づき、ワンマンDJスタイルにこだわった。ディレクター相手であってもレコードやコンソールに一切触れさせず、リクエストにも耳を貸さなかったことから「最初で最後の職人DJ」と言われた。また、深夜放送の全盛期のころ、リスナーからの意見・投書の紹介が音楽と並ぶ番組コンテンツの主力であった時代も、糸居はそれを極力行わず「あくまでも音楽を紹介してこそがディスクジョッキーの仕事」という精神を貫いた[4]。本当のDJの味が出せるのは「レコード1枚1枚の内容を全て把握してこそ」とし、選曲や台本作りは全て自分でやるべきとして「そうでないと音楽に乗せて喋れないよ」と話している[15]。他局などの音楽番組について「選曲を他人に任せているジョッキーは手綱を取らずに馬に乗るようなもの」とし、「喋りで本当に音楽というものを把握しているのか疑問を感じる。音楽は単なる紹介や解説をするのではなく、自分のハートで紹介するという心構えでいて欲しい」と批評した[12]。これらの主張を通じ、「日本唯一のディスクジョッキー」を自任していた[1]。
- ニッポン放送制作の番組『拝啓!青春諸君』にゲスト出演した時には、曲紹介の仕方について「その時代時代の音楽を紹介するには、その（音楽が出た）時代時代の言葉の流行をつかんで喋らなくちゃいけない」として、なるべくスムーズに曲と一体になって紹介しているが、これに苦労しているということと、自分の喋りについて「日本語を大切にしてきれいに使わなくちゃいけない」ことを心がけているとして、唇の訓練や発声練習は毎日欠かさずやっているということを話している[16]。
- 「俺はレコードをターンテーブルにおいて、わざわざレコードを半回転させなくても、レコードの溝を一回見ただけで曲の頭出しが出来るんだ」とよく話していたという[12]。
- 自宅に1万7千〜8千枚のLPを所有し、その整理のために別に地下の一室を借りていた[17]。
- 『オールナイトニッポン』の初代パーソナリティのひとり・斉藤安弘によれば、糸居は「ダンディズムをそのまま形にした人」だったという[3]。
- 『50時間マラソンジョッキー』の放送終了後、興奮して眠れず近所の焼肉屋へ食事に出かけた際、「あ、糸居さんのお化けがいる」と居合わせたリスナーから驚かれたという[3]。
- 痩身であり、『50時間マラソンジョッキー』を伝える新聞記事[18]において、「カマキリゴローちゃん」と称された。
- 1972年、クリーデンス・クリアウォーター・リバイバル（CCR）の日本武道館コンサート時に、「コンサート開演5分前に武道館でも感じられる大きな地震があり、東京では震度4の中震でした」と情報を告知した後、会場から歓声が起こった。その後「この分だとこの後の演奏は武道館を相当揺らしそうですよ」と冗談を交えたコメントを残していた[19]。
- ヒデとロザンナの出門英とは深い親交があり、出門が糸居の人柄に感銘を受け、付き人のような関係にまでなったという。
- 毎年7月には静岡県下田市の下田東急ホテルで2週間ほどの夏休みをとっていたことがあり、1960年代にはこの時にいつも同ホテルで会っていたという三島由紀夫とも親交を持っていた。プールやホテルでのパーティーなどで一緒に過ごしていた仲だった[20]。

### 生前最後の取材
月刊ラジオマガジン（モーターマガジン社）にとって、1984年8月9日のインタビューが糸居への生前最後の取材となった。ここで糸居は、自分が過ごしてきたラジオの時代、ラジオ界の現状とこれからのこと等について色々話している。トーク主体の番組パーソナリティが「ディスクジョッキー」を称することについて「ギャグ、駄洒落など喋り専門の人は今後『ディスクジョーク』と呼ぶことを提案したい。今ラジオには“ディスクジョーカー”が多いですね」と語り、「もうラジオ時代のDJは終わったということでしょうね」と、本来のプロのDJが消えていくような当時の現状について寂しさを込めながら話している。

「いつかFM局でもDJをやりたい」と語りながら、当時のFM局とAM局の曲紹介の仕方の違いについて以下のように話している。
本当の意味でのディスクジョッキーの形というものとDJ界の問題点について
そして今（当時）のリスナーに向けて、次のように話している。

## 出演番組
- オールナイトジョッキー
- グレイシー モデルンリズム
- 糸居五郎のオールナイトニッポン
- オールナイトニッポン電話リクエスト
- サンデー糸居五郎
- 日曜洋画劇場 パニック・ハイウェイ'82（スムーズ（DJ）役 1984年、テレビ朝日）

## 著書
- 『電波塔に乗ったキングコング』ルック社、1976年。
- 『僕のDJグラフィティ』第三文明社、1985年12月28日。